# Hove (Henegouwen)
Hove (Frans: Hoves) is een plaats in de Belgische provincie Henegouwen en een deelgemeente van de gemeente Opzullik (Frans: Silly). De deelgemeente heeft een oppervlakte van 1144 hectare. Hoves was een zelfstandige gemeente, tot die bij de gemeentelijke herindeling van 1977 toegevoegd werd aan de gemeente Opzullik.

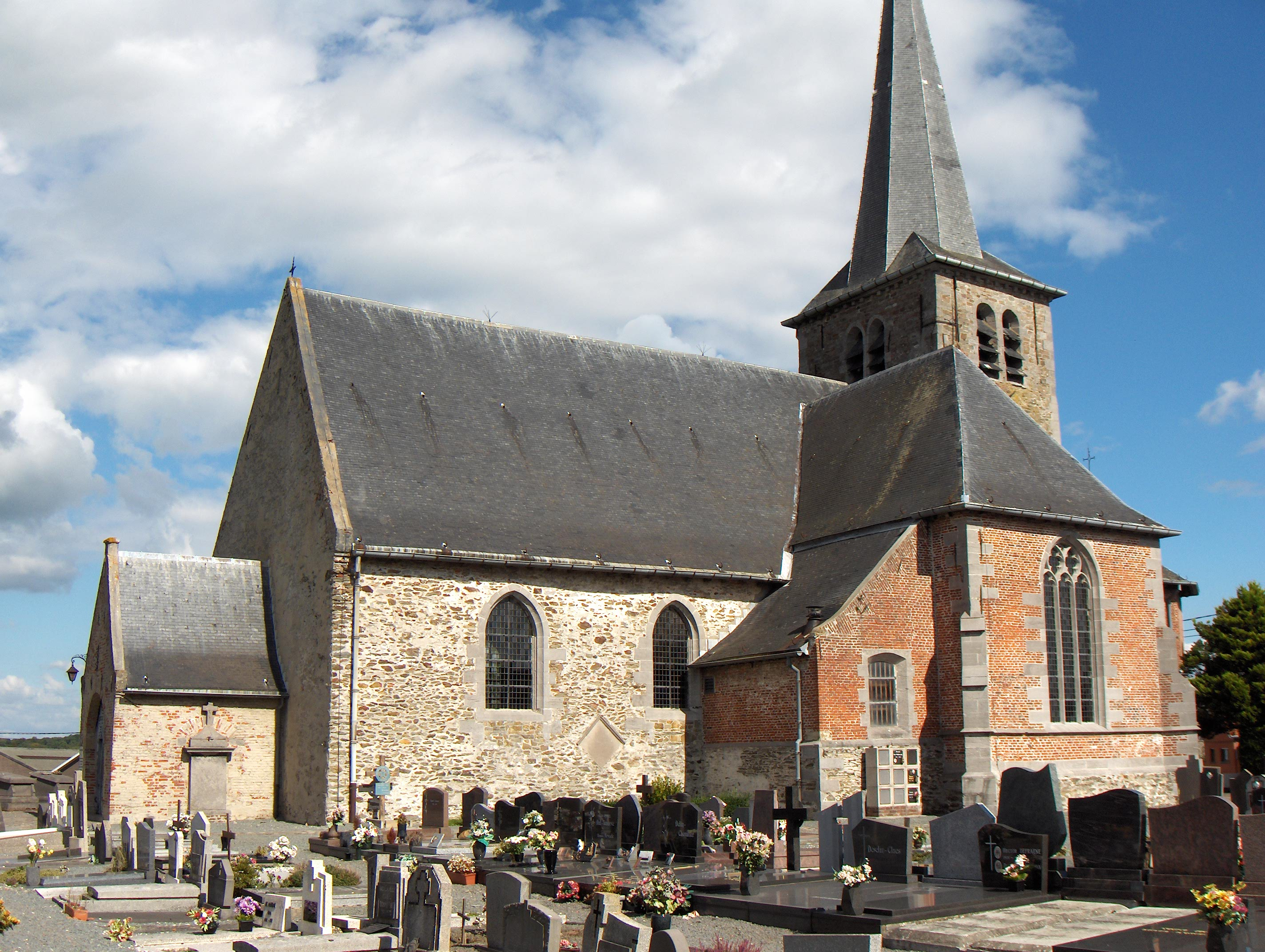
De Sint-Mauritskerk

## Geschiedenis
Het dorp heeft een zeer oude geschiedenis. Net ten oosten van de dorpskern loopt de Romeinse heerweg van Bavay naar Asse, die overal nog goed in het landschap herkenbaar is. Voorts zijn op het grondgebied van het dorp Karolingische sporen gevonden.
De parochie behoorde in de middeleeuwen toe aan de abdij van Saint-Denis-en-Broqueroie (nabij Bergen). In de 12de eeuw omvatte de parochie ook Lettelingen en Edingen, die later werden afgescheiden.
In 1892 werd het gehucht Graty van de gemeente Hove afgescheiden. In 1977 volgde de fusie met Opzullik. 

## Bezienswaardigheden
- De Sint-Mauritskerk (Église Saint-Maurice), waarvan delen nog uit de 11de eeuw stammen. Er zijn echter verschillende verbouwingen geweest, de voornaamste zijn de herbouw van het koor eind 17de eeuw en het 18de-eeuwse plafond.

## Natuur en landschap
Hoves ligt aan de Chaussée Brunehaut en aan de Ruisseau de la Bourlette. De hoogte aan de kerk bedraagt 62 meter.

## Demografische ontwikkeling
- Bronnen:NIS, Opm:1831 tot en met 1970=volkstellingen, 1976= inwoneraantal op 31 december
- 1900: Afsplitsing van Graty in 1892

## Taal
De streek van Opzullik had evenals Edingen en Hove lang een tweetalig karakter. Gedeeltelijk is dit nog het geval; zoals dit tot uiting komt in het volgen van het populaire tweetalig onderwijs in de streek en het feit dat veel ouders hun kinderen naar Nederlandstalige scholen sturen in Vlaanderen.

## Verkeer en vervoer
Het dorp wordt doorsneden door de Edingse steenweg die Edingen met Zinnik verbindt.

## Nabijgelegen kernen
Edingen, Steenkerque, Graty, Labliau

## Bibliografie

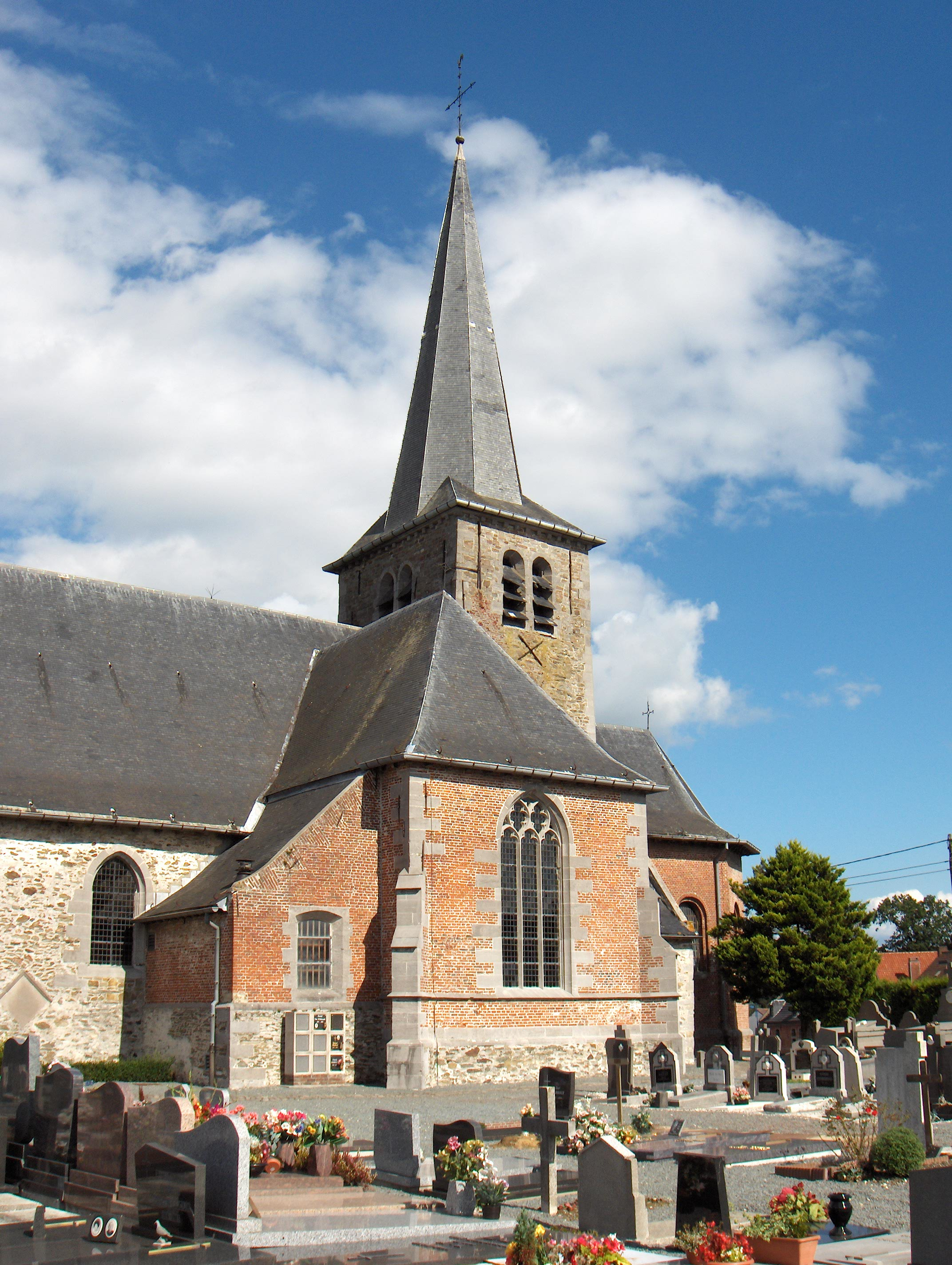
Kerk van Hove
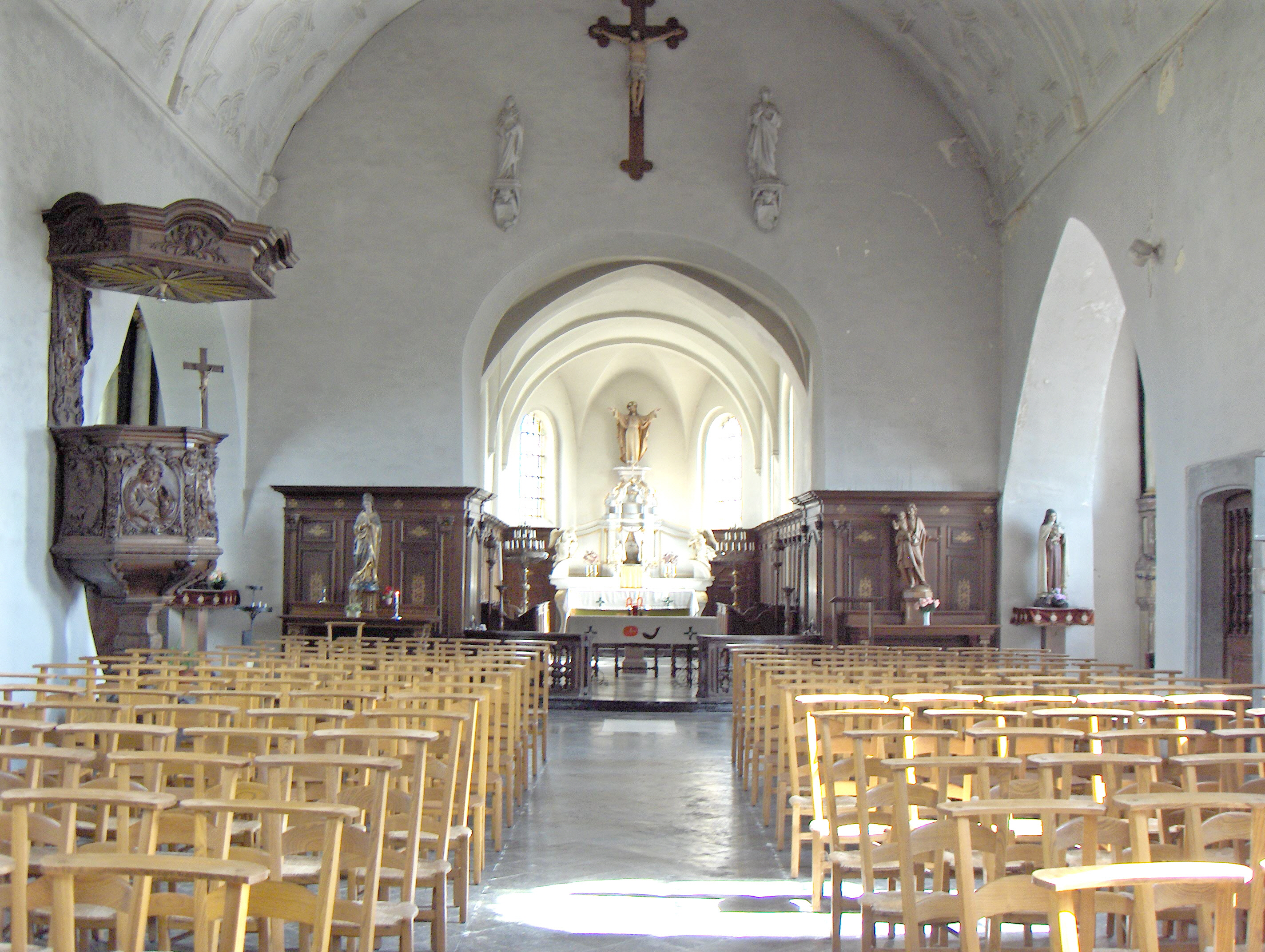
Binnen de kerk